# Magda Julin
Magda Maria Julin nata Mauroy (Vichy, 24 luglio 1894 – Stoccolma, 21 dicembre 1990) è stata una pattinatrice artistica su ghiaccio svedese, campionessa olimpica nel singolo donne ai Giochi della VII Olimpiade.
Magda Mauroy era figlia di un impresario musicale francese, Edouard Mauroy, che si trasferì con la famiglia in Svezia quando la bambina aveva sette anni. A sedici anni la ragazza vinse il primo dei suoi tre titoli nazionali svedesi nel singolo donne di pattinaggio artistico, nel 1911; gli altri due titoli arrivarono nel 1916 e nel 1917.
Nel 1920 Magda Julin (sposandosi aveva preso il cognome del marito) vinse la medaglia d'oro nel concorso individuale femminile di pattinaggio ai Giochi olimpici di Anversa, davanti alla connazionale Svea Norén e alla statunitense Theresa Weld. Fu una vittoria a sorpresa, perché la Julin non aveva mai gareggiato in competizioni internazionali fuori dalla Svezia, ed era quindi poco nota all'estero. Aveva preso parte un'unica volta ai campionati mondiali di pattinaggio di figura, quando si svolsero a Stoccolma nel 1913, e si era classificata sesta. Quando vinse l'oro olimpico, Magda Julin era già incinta di 3 mesi.
Dopo il ritiro dalle gare, la "Principessa del Ghiaccio", come fu affettuosamente soprannominata dalla stampa svedese, rimase attiva nel Movimento olimpico. Nell'aprile del 1990, a quasi 94 anni, presenziò all'inaugurazione della pista di pattinaggio di Östersund, una delle iniziative a sostegno della candidatura della città svedese per i XVIII Giochi olimpici invernali, che vennero poi assegnate alla località giapponese Nagano. Fu la sua ultima apparizione pubblica. Morì qualche mese dopo, e fu seporta nel cimitero della Adolf Fredriks kyrka, a Stoccolma, che ospita le tombe di altre personalità svedesi come i primi ministri Hjalmar Branting e Olof Palme.

## Palmarès
| Internazionali                      | Internazionali | Internazionali | Internazionali | Internazionali | Internazionali | Internazionali | Internazionali | Internazionali | Internazionali | Internazionali | Internazionali |
| Evento                              | 1911           | 1912           | 1913           | 1914           | 1915           | 1916           | 1917           | 1918           | 1919           | 1920           | 1921           |
| ----------------------------------- | -------------- | -------------- | -------------- | -------------- | -------------- | -------------- | -------------- | -------------- | -------------- | -------------- | -------------- |
| Giochi olimpici                     |                |                |                |                |                |                |                |                |                | 1°             |                |
| Campionati mondiali                 |                |                | 6°             |                |                |                |                |                |                |                |                |
| Nordic Figure Skating Championships |                |                |                |                |                |                |                |                | 1°             |                | 1°             |
| Giochi nordici                      |                |                |                |                |                |                | 1°             |                |                |                |                |
| Nazionali                           |                |                |                |                |                |                |                |                |                |                |                |
| Campionati svedesi                  | 1°             | 2°             | 2°             |                | 2°             | 1°             | 2°             | 1°             |                |                |                |